# Andrei Gorbanets
Andrei Igorevich Gorbanets (tiếng Nga: Андрей Игоревич Горбанец; sinh ngày 24 tháng 8 năm 1985) là một cầu thủ bóng đá người Nga thi đấu cho F.K. Rotor Volgograd.

## Sự nghiệp câu lạc bộ
Anh có màn ra mắt tại Giải bóng đá ngoại hạng Nga năm 2005 cho F.K. Saturn Moskva Oblast.